# Bernardo Navagero
Bernardo Navagero (Veneza, 1507 - Verona, 13 de abril de 1565), foi um cardeal do século XVI.

## Biografia
Nasceu em Veneza em 1507. Filho de Gianluigi Navagero, patrício veneziano, e Lucrezia Agostini. Tio do Cardeal Agostino Valier (1583) e tio-avô do Cardeal Pietro Valier (1621).
Estudou filosofia em Pádua e Veneza com Antonio Genova e Vincenzo Madio.
Membro do Collegio dei X Savi de Veneza. Casou-se com Istriana Lando, neta do doge veneziano Pietro Lando, e teve dois filhos; ela morreu jovem e ele nunca mais se casou. Embaixador na Dalmácia. Embaixador perante o Imperador, 1543; mais tarde, embaixador na Alemanha. Advogado de Comun . Prefeito de Pádua em 1547 e 1559. Embaixador perante o rei da França, 1548. Balí de Constantinopla, 1549-1551. Membro do Collegio dei X Savi , 1552. Reformador do ateliê de Pádua. Conselheiro do Doge . Embaixador veneziano em Roma, de setembro de 1555 a março de 1558.
Criado cardeal diácono no consistório de 26 de fevereiro de 1561. Promovido à ordem dos cardeais sacerdotes, 2 de junho de 1561. Recebeu o barrete vermelho e o título de S. Niccola fra le Immagini, 3 de junho de 1561. Optou pelo título de S. Niccola fra le Immagini, 3 de junho de 1561. Optou pelo título de S. Pancrazio, 6 de julho de 1562, mantendo em comenda o título de S. Niccola fra le Immagini até 7 de fevereiro de 1565. Optou por um título desconhecido, 31 de agosto de 1562.
Nomeado administrador da diocese de Verona, em 15 de setembro de 1562. Juntamente com o cardeal Giovanni Girolamo Morone, legado a latere ao Concílio de Trento, em 7 de março de 1563; recebeu a cruz legatina em 17 de março de 1563; participou do concílio de abril a dezembro de 1563. Optou pelo título de Santa Susana, em 7 de fevereiro de 1565. Renunciou à administração antes de 13 de abril de 1565.
Morreu em Verona 13 de abril de 1565, de repente. Enterrado perto do coro da catedral de Verona. A notícia de sua morte chegou a Roma em 31 de maio de 1565, Dia da Ascensão